# Sonoko Chiba
Sonoko Chiba (千葉 園子?, Chiba Sonoko; Osaka, 15 giugno 1993) è una calciatrice giapponese, centrocampista dell'AS Harima Albion.

## Carriera
Ha giocato per tutta la sua carriera solo con la maglia dell'AS Harima Albion, squadra militante nel massimo campionato giapponese. Vanta sei presenze con la nazionale di calcio femminile del Giappone.

## Palmarès

### Club

#### Competizioni nazionali
- Coppa di Lega di Seconda Divisione: 1

AS Harima Albion: 2016